# 楠田芳子
楠田 芳子（くすだ よしこ、1924年（大正13年）3月12日 - 2013年（平成25年）12月3日）は、日本の脚本家。

## 来歴
1924年（大正13年）、静岡県浜松市出身。木下恵介（映画監督）と木下忠司（作曲家）は兄。
1942年（昭和17年）、実践女子専門学校家政研究科を卒業。1944年（昭和19年）、楠田浩之（映画カメラマン）と結婚した。楠田泰之（テレビプロデューサー・演出家）は息子である。
1965年から木下恵介プロダクション（ドリマックス・テレビジョンの前身）に参加し、1970年にフリーとなる。1993年（平成5年）には「シナリオ功労賞（第17回）」を受賞した。
2013年12月3日に死去。89歳没。

## 主な作品

### 脚本・脚色

#### テレビドラマ
- 「木下恵介劇場 / 木下恵介アワー」（TBS）
  - 喜びも悲しみも幾歳月（1965年）
  - あしたからの恋（1970年）
- 氷点（1966年、NET）
- 三人の母（1968年-1969年、TBS「ポーラテレビ小説」）
- 豆腐屋の四季（1969年-1970年、朝日放送）
- みんなで7人（1972年、TBS）
- 北の家族（1973年-1974年、NHK総合「連続テレビ小説」）
- 家族あわせ（1974年-1975年、TBS）
- 「月曜スター劇場」（NTV）
  - ひまわりの詩（1975年-1976年）
  - ひまわりの道（1976年-1977年）
  - ひまわりの家（1977年-1978年）
  - あすなろの詩（1978年-1979年）
  - おだいじに（1979年-1980年）
  - オレ達全員奈津子の子（1982年）
- 一人来い二人来いみんな来い（1980年-1981年、TBS）
- めぐりあいて（1981年、NHK総合）
- 母さん家においでよ（1986年、TBS）

#### 映画
- この広い空のどこかに（1954年）
- ママ横むいてて（1955年）
- 夕やけ雲（1956年）
- 涙（1956年）
- 二人だけの橋（1958年）
- 青空よいつまでも（1958年）
- 野を駈ける少女（1958年）
- 実いまだ青し（1959年）
- 母子草（1959年）
- 風の中の瞳（1959年）
- 若い涙を吹きとばせ（1961年）
- 故郷は緑なりき（1961年）
- ママおうちが燃えてるの（1961年）
- 純愛物語 草の実（1962年）
- 僕チン放浪記（1962年）
- かあさん長生きしてね（1962年）
- 風の視線（1963年）
- あねといもうと（1965年）
- 塩狩峠（1973年）

#### 舞台
- 結婚行進曲[6]
- 舞扇[6]

### 作詞
- 風は旅人 - 赤い鳥（1973年度NHK朝の連続テレビ小説『北の家族』主題歌）